# 孙萍
孙萍（1961年—），女，回族，中华人民共和国政治人物、第十一届全国政协委员。
担任全国青联常委、中国京剧院演员。2008年，当选第十一届全国政协委员，代表文化艺术界，分入第二十八组。并担任外事委员会专委。